# Rustam Iskandari
Rustam Iskandari (ros. Рустам Искандари, ur. 18 sierpnia 1991)  – tadżycki zapaśnik w stylu wolnym. Olimpijczyk z Londynu 2012, gdzie zajął dwunaste miejsce w kategorii 96 kg.
Siódmy na mistrzostwach świata w 2011. Siódmy na igrzyskach azjatyckich w 2014 i trzynasty w 2018. Srebrny medal na mistrzostwach Azji w 2013 i brązowy w 2014 i 2020. Wicemistrz halowych igrzysk azjatyckich w 2017. Dziewiąty na Uniwersjadzie w 2013, jako zawodnik Technology University w Duszanbe.
Absolwent Kulob State University w Kulab.